# Adolf Hammerstein
Adolf Hammerstein (Mannheim, 7 de junho de 1888 — Quiel, 25 de fevereiro de 1941) foi um matemático alemão. Trabalhou na área de análise matemática.[carece de fontes?]
Obteve um doutorado em 1919 na Universidade de Göttingen, orientado por Edmund Landau, com a tese Zwei Beiträge zur Zahlentheorie. Após outros estudos na Universidade de Tübingen e na Universidade de Berlim foi wissenschaftlicher Assistent em Berlim, e após a habilitação em 1924 lecionou na Universidade de Berlim até 1935. Foi depois professor na Universidade de Quiel.
Trabalhou principalmente com equações integrais.